# خاندان مهران
خاندان مهران یکی از هفت خاندان ممتاز پارتی ایران (هفت خاندان پارتی) است. کومش-پهلو سرزمین موروثی خاندان پارتی «مهران» بود که به شاخهٔ اسپراپت تعلق داشته است حوزهٔ نفوذ این خاندان ری بود، اما برخی از تاریخ‌دانان حوزهٔ نفوذی این خاندان را در طبرستان دانسته‌اند.
بهرام چوبین رئیس و فرماندهٔ خاندان مهران بوده است.